# Vincenzo Guerrieri Gonzaga
Vincenzo Guerrieri Gonzaga (Fermo, 1495 – Mantova, 30 giugno 1563) è stato un politico e condottiero italiano, fu il capostipite della famiglia Guerrieri Gonzaga di Mantova.

## Biografia

Stemma Guerrieri di Fermo e Guerrieri Gonzaga di Mantova.

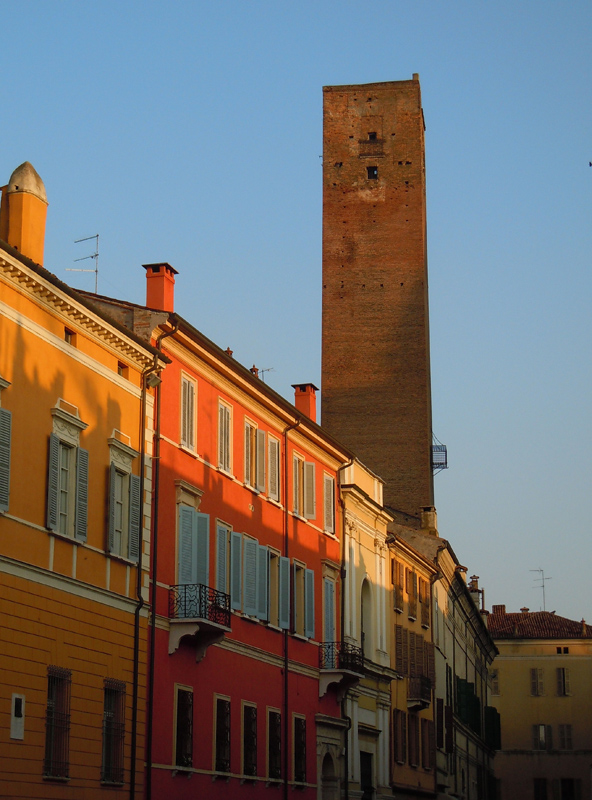
Mantova, Torre della Gabbia.

Era figlio di Giovan Francesco Guerrieri da Fermo, che nel 1503 ospitò il marchese di Mantova Francesco II Gonzaga di ritorno dal Regno di Napoli, dopo aver combattuto gli spagnoli. Vincenzo ritornò a Mantova al seguito del marchese Francesco, accompagnato dai fratelli Ludovico e Giovanni Battista. Per la loro fedeltà alla casa Gonzaga, ottennero nel 1506 il privilegio di affiancare il loro cognome a quello dei Gonzaga.
Nel 1516 Vincenzo ottenne il titolo di camerarius del marchese. Nel 1519 Federico II Gonzaga lo nominò cavaliere e nel 1526 ottenne in regalo la torre della Gabbia, imponente edificio appartenuto ai Bonacolsi. Nel 1532, in qualità di "maestro delle stalle" gonzaghesche venne inviato presso l'imperatore Carlo V per omaggiarlo di alcuni cavalli delle loro scuderie.
Dopo l'acquisizione del marchesato del Monferrato da parte dei Gonzaga, Vincenzo venne inviato a Casale nel 1544 in qualità di castellano e comandante delle truppe del luogo. Nel 1555 subì l'assedio del castello di Casale da parte delle forze francesi, alleate con i Savoia, e Vincenzo dovette arrendersi. Dopo la pace di Cateau-Cambrésis del 1559, fu inviato in missione in Francia per trattare la restituzione dei territori occupati dai francesi nel Monferrato.
Morì a Mantova nel 1563 e venne sepolto nella chiesa di San Domenico.

## Discendenza
Sposò Francesca Soardi ed ebbero cinque figli:
- Tullio (Tullo) (?-1592), primogenito e primo conte di Mombello; continuò la dinastia
- Lodovico (?-1589)
- Olimpia, sposò il conte Massimiliano D'Arco
- Lucrezia, sposò Francesco conte di Rho
- Violante, sposò il conte Claudio D'Arco